# Santos Hernández
Santos Hernández Calvo (n. Madrid; 4 de enero de 1967) es un ex ciclista profesional español.
Fue profesional entre 1988 y 1998 ininterrumpidamente.
Su mayor éxito como amateur fue la victoria en la Vuelta a la Comunidad de Madrid. Después de su paso al profesionalismo de la mano del equipo Kas, despuntó como escalador y gregario de lujo en el potente equipo de la ONCE entre otros. Corrió el maratón II de Lepe. Gran ciclista y profesional. Actualmente tiene dos hijos, Álvaro e Irene.
Actualmente sigue ligado al ciclismo como entrenador personal de ciclismo amateur y profesional.

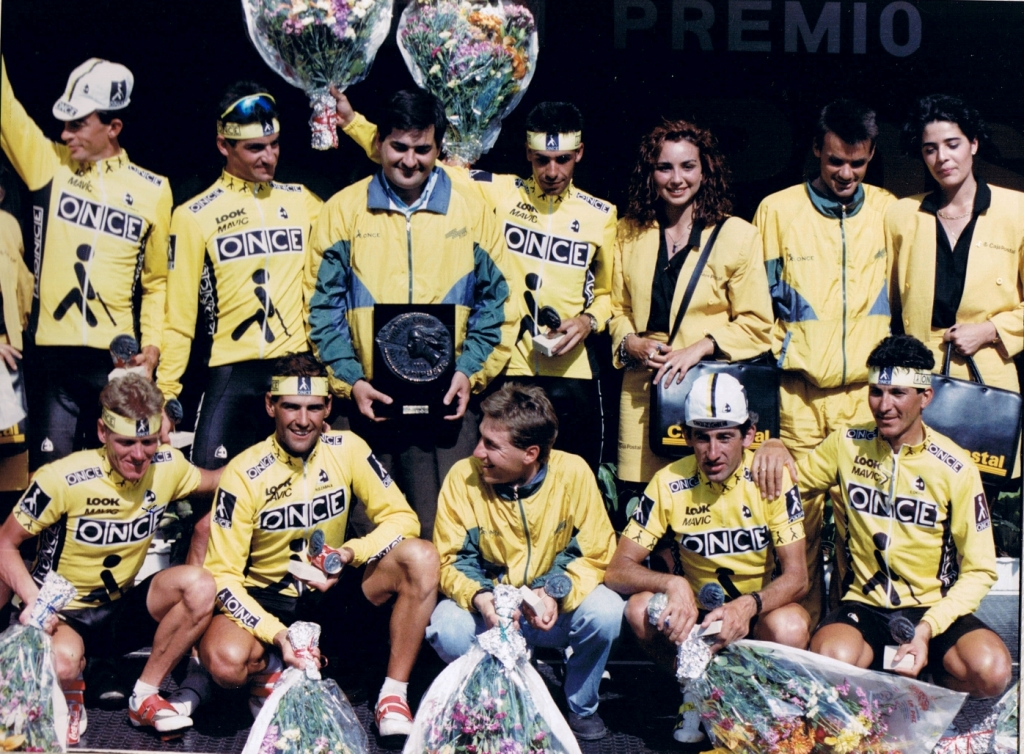
Vuelta España 1991
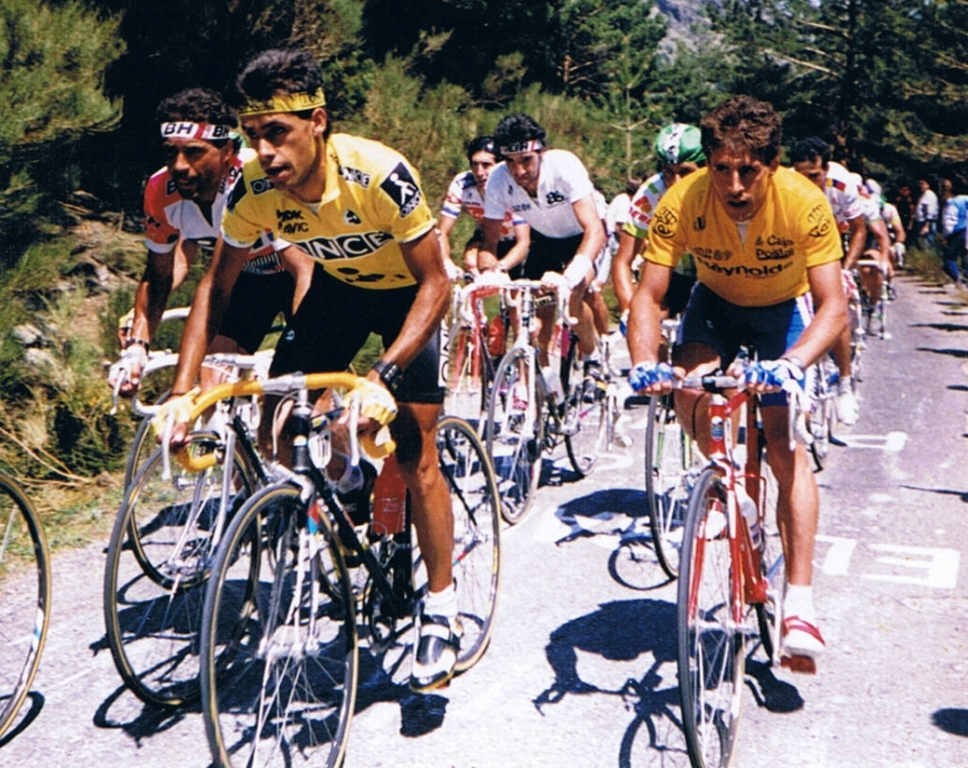
Vuelta España 1989

## Palmarés
1988
Gran Premio de Llodio
1.º Premio de la Montaña
1989
- Vuelta a España

27.º Clasif General
- Vuelta a Aragón

1.º en Etapa Prólogo
7.º Clasif General
- Vuelta a Burgos

9.º Clasif General
- Subida a Urkiola

1.º Premio de la Montaña
2.º Clasif General
- Ranking UCI 294.º

1990
- Vuelta a España

1.º Clasif por Equipos
38.º Clasif General
- Giro di Lombardía

30.º Clasif General
- Vuelta a Florida & Puerto Rico

1.º Premio de la Montaña
- Ronde van Murcia

2.º Clasif General
- Villafranca de Ordizia

17.º Clasif General
- Trofeo Masferrer

5.º Clasif General
- Volta a Cataluña

26.º Clasif General
Ranking UCI 220
1991
- Vuelta a España

1.º Clasif por Equipos
27.º Clasif General
- Giro d´Italia

2.º Clasif por Equipos
20.º Clasif General
- Memorial Luis Ocaña

2.º Clasif General
- Semana Catalana

18.º Clasif General
- Villafaranca de Ordizia

7.º Clasif General
- Vuelta a Burgos

16.º Clasif General
- Ranking UCI 329

1992
- Vuelta a España

39.º Clasif General
- Vuelta a Asturias

18.º Clasif General
- Vuelta a los Valles Mineros

6.º Clasif General
- Villafranca de Ordizia

10.º Clasif General
- Ranking UCI 377

1993
- Campeonato Nacional de España

4.º Clasif General
- Vuelta a España

43.º Clasif General
- Giro d'Italia

42.º Clasif General
- Tirreno - Adriático

18.º Clasif General
- Bicicleta Vasca

7.º Clasif General
- Vuelta Galicia

6.º Clasif General
- Coppa Bernocchi

7.º Clasif General
- Gran Premio de Zúrich

5.º Clasif General
- Giro del Lazio

22.º Clasif General
- Rankin UCI 117

1994
- Vuelta a España

36.º Clasif general
- Giro di Lombardia

48.º Clasif general
- Vuelta a Asturias

14.º Clasif general
- Vuelta a los Valles Mineros

1.º en 3.ª etapa
- Vuelta a Burgos

12.º Clasif general
- Clásica de San Sebastián

66.º Clasif General
- Gran Premio de Zúrich

57.º Clasif General
- Volta a Cataluña

3.º en 1.ª etapa
44.º Clasif general
- Ranking UCI 350

1995
- Tour de Romandie

24.º Clasif general
1996
- Volta Tras-os-Montes

1.º Etapa 2.ª
3.º Clasif general
- Oporto - Lisboa

5.º Clasif general
Volta a Portugal
28.º Clasif general
1997
- Grande Premio CTT Correios

6.º Clasif general
- Volta a Portugal

16.º Clasif general
1998
- Oporto - Lisboa

4.º Clasif General
- Volta Portugal

37.º Clasif General

## Equipos
Equipos en los que ha corrido Santos Hernández:
- 1988 Kas-Mavic
- 1989 ONCE-Look-Mavic
- 1990 ONCE
- 1991 ONCE
- 1992 Artiach-Royal-Fruco
- 1993 Mapei-BC Azzuro-Viner
- 1994 ONCE-Look-Mavic
- 1995 ONCE
- 1996 W52-Paredes Movel-Fibromade
- 1997 Boavista-Recer
- 1998 Boavista-Recer